# ایرج زهری
ایرج زُهری (زاده ۱۳۱۱ - درگذشته ۲۰ اردیبهشت ۱۳۹۱) نمایشنامه‌نویس، منتقد، مدرس و کارگردان تئاتر ایران
است.

## زندگی
ایرج زهری در سالهای پیش از انقلاب سال ۱۳۵۷ به عنوان منتقد، مدرس و کارگردان تئاتر در ایران مشهور بود.
ایرج زهری با «دانشکده هنرهای دراماتیک»، «شورای تئاتر» و «واحد نمایش» در «تلویزیون ملی ایران»، مجله تماشا و سازمان «جشن هنر» شیراز همکاری نزدیک داشت.
ایرج زهری به زبان‌های آلمانی و فرانسوی تسلط داشت. او ده‌ها اثر نمایشی را به زبان فارسی ترجمه و منتشر کرده‌است، از جمله نمایشنامه‌هایی از: گئورگ بوشنر، برتولت برشت، ارنست تولر، اگوست استریندبرگ، داریو فو، هاینر مولر، کارل فالنتین، ژان تاردیو و… بیشتر این آثار در ایران توسط «نشر قطره» و ناشران دیگر منتشر شده‌اند.
اسلاومیر مروژک، نمایشنامه‌نویس برجسته لهستانی و فرناندو آرابال، درام‌نویس نامی اسپانیایی، حق ترجمه آثار خود به فارسی را به آقای زهری واگذار کرده بودند

## تالیفات
- فقیر علیشاه
- کمدی - تراژدی حکومت زمان‌خان به روزگار قاجار در ولایت بهشت‌آباد
- مهمان
- یادها و بودها

## ترجمه‌ها
| نام اثر                             | نویسنده            | انتشارات  |
| ----------------------------------- | ------------------ | --------- |
| فرهنگ کوچک هنرپیشه                  | داریو فو           | نشر قطره  |
| بلیط تئاتر                          | کارل فالنتین       | نشر قطره  |
| آنجا کیست؟                          | ژان تاردیو         | نشر قطره  |
| مأموریت و دو نمایشنامهٔ دیگر         | هاینر مولر         | نشر افراز |
| مهاجران                             | اسلاومیر مروژک     | دشتستان   |
| وقایع‌نگاری یک جنایت ازپیش اعلام شده | گابریل گارسیامارکز | روزبهان   |
| رابطه زن و شوهری                    | فرانکا رامه        | -         |
| تنها آنها می‌دانند                   | ژان تاردیو         | -         |